# Joseba Garmendia
Joseba Garmendia Elorriaga (født 4. oktober 1985 i Basauri, Spanien) er en spansk fodboldspiller, der spiller som midtbanespiller hos Segunda Division-klubben Formentera. Han har tidligere spillet en årrække hos Athletic Bilbao og for CD Baskonia.